# Havre-Saint-Pierre
Havre-Saint-Pierre, innu-aimun Wepmiskaw, är en kommun och tätort (centre de population) i provinsen Québec i Kanada. De första nybyggarna anlände 1857, och kommunen bildades den 1 januari 1873.

## Historia
De första invånarna var akadier med rötter i Îles de la Madeleine som anlänt från Savannah i Georgia. Den första mässan hölls den 29 juni 1857, på Petrus festdag, vilket gav namn åt orten.

### Fotnoter
1. ↑  ”Table 98-10-0004-01  Population and dwelling counts: Canada, provinces and territories, census divisions, census subdivisions (municipalities) and designated places” (på engelska). Census of Population. Statistics Canada. 9 februari 2022. doi:10.25318/9810000401-eng. https://www150.statcan.gc.ca/t1/tbl1/en/tv.action?pid=9810000401&geocode=A000224. Läst 3 augusti 2024.
2. 1 2  ”Table 98-10-0011-01  Population and dwelling counts: Canada and population centres” (på engelska). Census of Population. Statistics Canada. 9 februari 2022. doi:10.25318/9810001101-eng. https://www150.statcan.gc.ca/t1/tbl1/en/tv.action?pid=9810001101. Läst 3 augusti 2024.
3. 1 2  ”Havre-Saint-Pierre” (på franska). Commission de toponymie Québec. https://toponymie.gouv.qc.ca/ct/ToposWeb/Fiche.aspx?no_seq=28210. Läst 29 juli 2024.